# Lucy Guerin
Lucy Guerin, née en 1961 à Adélaïde, est une danseuse et chorégraphe australienne.

## Biographie
Lucy Guerin est née à Adélaïde, en Australie en 1961. Elle commence sa formation en danse dans des écoles de danse locales. Elle obtient son diplôme du Center for Performing Arts d'Adélaïde en 1982 et est retenue comme danseuse à Sydney au sein du Dance Exchange de Russell Dumas à partir de 1983. En 1988, elle intègre la compagnie Dance Works de Nanette Hassall, une autre compagnie de danse contemporaine implantée cette fois à Melbourne.
En 1989, elle s'installe à New York où elle danse jusqu'en 1996 avec des compagnies et des chorégraphes tels que Tere O'Connor, Bebe Miller, et Sara Rudner (en) (Sara Rudner appartient à une génération de chorégraphes américains dont les créations, sous l'influence plus ou moins reconnue de Merce Cunningham, ont donné naissance à ce qui est appelé la Postmodern dance (en)).
Lucy Guerin commence également à travailler comme chorégraphe au milieu des années 1990. Durant un été new-yorkais,  elle loue une salle dans une école désaffectée près de son appartement à Alphabet City, et y crée sa première pièce solo. En 1996, elle présente  une pièce, Incarnadine aux Rencontres chorégraphiques internationales de Seine-Saint-Denis, à Bagnolet en France, et reçoit le prix d’auteur de ces rencontres, le point de départ d’une reconnaissance internationale de son travail. Elle fait des tournées en Europe de 1997 à 1998 et reçoit un Bessie Award en 1996 pour ses Two Lies. En 1996, elle retourne en Australie et, en 2002, elle fonde la compagnie de danse australienne Lucy Guerin Inc. à New York, son travail est présenté au Baryshnikov Arts Center. Elle se produit en Australie, mais aussi en Europe en Asie et en Amérique. Elle enchaîne les créations, notamment Structure and Sadness en 2006, Corridor en 2008, Untrained en 2009,  Human Interest Story en 2010, etc.. Cette œuvre, Human Interest Story, est interprétée en particulier dans un théâtre de Sidney, le Belvoir St Theatre (en). Le directeur artistique de ce lieu explique que Guerin fait partie d'une nouvelle génération de chorégraphes qui brouillent les frontières entre théâtre et danse. « Des gens comme Lucy font du théâtre autant que de la danse », affirme-t-il. Lucy Guerin  a également créé des œuvres pour des compagnies de danse telles que Dance Works Rotterdam/André Gingras (en) aux Pays-Bas,  White Oak Dance Project (en) de Mikhail Baryshnikov et Mark Morris aux États-Unis, ou encore le Ballet de l'Opéra de Lyon en France. Elle a aussi travaillé avec Chunky Move, la compagnie de danse australienne fondée en 1995 par son partenaire, Gideon Obarzanek. En 2017 et 2018, une de ses créations, Split, évoque, dans un duo, les conflits entre personnes lorsque les espaces se réduisent. Créé en 2017 en Australie, ce duo fait l’objet d’une tournée mondiale qui passe notamment à Paris fin 2018,,,,.